# Esteban Arias Arauz
Esteban Arias Aráuz (San José, 15 de diciembre de 1994) es un futbolista costarricense que se desempeña como mediocampista y actualmente milita en la Universidad de Costa Rica de la Primera División de Costa Rica. Su excompañero Luis Ricardo Fallas le enseñó a jugar al fútbol cuando era tan solo un chico de 11 años, gracias a haber jugado a su lado fue que desarrolló el potencial para llegar a la máxima categoría del fútbol costarricense. Él fue un gran jugador en el país que hasta ahora destaca.

## Clubes y estadísticas
| Club                | Temporada           | Liga | Liga | Copas Nacionales * | Copas Nacionales * | Copas Internacionales ** | Copas Internacionales ** | Total | Total |
| Club                | Temporada           | PJ   | G    | PJ                 | G                  | PJ                       | G                        | PJ    | G     |
| ------------------- | ------------------- | ---- | ---- | ------------------ | ------------------ | ------------------------ | ------------------------ | ----- | ----- |
| UCR · Costa Rica    | 2015 - 2016         | 5    | 1    | 0                  | 0                  | 0                        | 0                        | 5     | 1     |
| UCR · Costa Rica    | Total               | 5    | 1    | 0                  | 0                  | 0                        | 0                        | 5     | 1     |
| Total en su carrera | Total en su carrera | 5    | 1    | 0                  | 0                  | 0                        | 0                        | 5     | 1     |